# Maltas historie
Malta har en lang historie, og blev befolket første gang omkring år 5900 f.Kr. De første bosættere var bønder, og deres landbrugsmetoder udpinte jorden indtil øerne blev ubeboelige. Øerne blev genbefolket omkring år 3850 f.Kr. af en civilisation, der på sit højeste byggede de megalittiske templer på Malta, som i dag er blandt de ældst overlevende bygninger i verden. Deres civilisation kollapserede omkring år 2350 f.Kr., men øerne blev genbefolket kort tid efter af krigere i bronzealderen.
Maltas præhistorie slutter omkring år 700 f.Kr., da øerne blev koloniseret af fønikerne. De herskede over øerne indtil de faldt til den Romerske Republik i 218 f.Kr. Østromerske eller byzantinske kræfter overtog øen i det 6. århundrede e.Kr., men blev udstødt af Aġlabiderne efter en belejring i 870 e.Kr. Malta kan have været tyndt befolket i et par århundreder, indtil øerne blev genbefolket af araberne i det 11. århundrede. Øerne blev invaderet af det normanniske Grevskabet Sicilien i 1091, og herefter fulgte en gradvis konvertering af øboerne til den kristne tro. På det her tidspunkt blev øerne en del af Kongeriget Sicilien og blev domineret af flere på hinanden følgende feudale herskere, herunder schwaberne, aragoniere og spaniere.
Øerne blev givet til Johanniterordenen i 1530, som herefter også kendes som Malteserordnen, og herskede over dem som en vasalstat til Sicilien. I 1565 forsøgte det Osmanniske Rige at erobre øerne i den store belejring af Malta, men invasionen blev slået tilbage. Ordenen fortsatte med at herske over øen i over to århundreder, og denne periode er karakteriseret af en opblomstring i kunst og arkitektur og en generel forbedring af samfundet og levevilkår. Malteserordenen blev fravristet magten, da den Første Franske Republik invaderede øerne i 1798, hvilket markerer begyndelsen på den franske besættelse af Malta.
Malteserne gjorde oprør mod det franske styre, efter blot få måneder, og franskmændene blev fordrevet i 1800 med britisk, napolitansk og portugisisk assistance. Malta kom efterfølgende under britisk protektorat og blev en de facto koloni i 1813. Dette blev bekræftet ved Freden i Paris (1814). Øerne blev en vigtig flådestation for briterne, og de fungerede som hovedkvarter for den britiske Middelhavsflåde. På denne baggrund blev øerne angrebet af Aksemagterne under 2. Verdenskrig, og i 1942 modtog øerne Georgskorset, som i dag fremgår på Maltas flag og våbenskjold. Kronkolonien Malta var selvstyrende fra 1921-33, 1947-58 og 1962-64.
Malta blev selvstændigt som et land under Commonwealth of Nations og som staten Malta i 1964, og det blev en republik 1974. Siden 2004 har landet også været medlem af den Europæiske Union.

## Geologi og præhistorie
Øen Malta står på en højderyg under havets overflade, der udgår fra Nordafrika til Sicilien. På et tidspunkt i den fjerne fortid blev Malta oversvømmet og lå under havoverladen, hvilket kan ses fra havfossiler i sten på Maltas højeste punk. Som højdedraget blev skubbet op og Gibraltarstrædet lukkede på grund af tektonisk aktivitet, blev havniveauet i Middelhavet lavere, og Malta kom op på en bro af tørt land, der strakte sig mellem de to kontinenter, omkranset store søer. Nogle huler på Malta har afsløret knogler fra elefanter, flodheste og andre store landdyr, der nu findes i Afrika, mens andre huler har vist knoglerester fra dyr fundet i Europa.

### Yngre stenalder og Tempel-periode
Mennesker ankom første gang til Malta omkring år 5900 f.Kr., som det kan spores i undersøgelser af oldtidsjord. De første neolitiske folk ankom sandsynligvis fra Sicilien (omkring 100 kilometer mod nord), men DNA-analyser viser, at de stammede fra forskellige steder omkring Middelhavet, både fra Europa og Afrika. De var primært landbrugs- og fiskerisamfund, men nogen levn af jagtaktiviteter. Menneskene i den yngre stenalder levede umiddelbart i grotter og åbne boliger. I løbet af århundrederne der fulgte, er der beviser for yderligere kontakt med andre kulturer, som efterlod en indflydelse på de lokale samfund, hvilket ses i deres pottemageri og farver. Landbrugsmetoderne, som folkene benyttede, udpinte jorden og over århundrede blev øerne for tørre til at understøtte landbrug. Dette skete delvist på grund af klimaforandringer og tørke, og øerne var ubeboede i omkring et årtusinde.
Den anden bølge af bosættere ankom fra Sicilien omkring år 3850 f.Kr. En af de mest bemærkelsesværdige perioder i Maltas historie er tempelperioden, som startede omkring 3600 f.Kr. Ġgantija-templet i Gozo er en af de ældste fritstående bygninger i verden. Kompleksets navn stammer fra det maltesiske ord ġgant, som afspejler størrelsen på templets omfang. Mange af templernes form er fem halvcirkulære rum, der er forbundet i midten. Det er blevet forslået, at rummene måske har repræsenteret hoved, arme og ben af en guddom, da en af de mest almindelige skulpturer fundet i templerne er en tyk kvinde - et kendt symbol på fertilitet. Civilisationen, der byggede templerne, eksisterede i omtrent 1500 år indtil omkring år 2350 f.Kr., hvor kulturen lader til at være forsvundet. Der er spekulationer om, hvad forsvindingen skyldes, og om civilisationen blev helt udraderet eller assimileret, men det menes, at kollapset skyldes klimaforandringer og tørke.

### Bronzealder
Efter Tempelperioden kom bronzealderen. Fra denne periode er der levn af flere bosættelser og landsbyer, såvel som dysser - alter-lignende strukturer lavet af meget store, flade sten. De menes at tilhøre en befolkning, der bestemt er anderledes fra dem, der byggede de tidligere megalittiske templer. Det antages, at befolkningen ankom fra Sicilien, på grund af ligheden med andre konstruktioner fundet på de største øer i Middelhavet. En overlevende bautasten, som blev brugt til at bygge templer, står stadig i Kirkop; det er en af de få i god stand. Blandt de mest interessante og mystiske levn fra denne tid er de såkaldte "kærre-riller", som man kan se på et sted på Malta kaldet Misraħ Għar il-Kbir. Det er par af parallelle kanaler, skåret ind i klippeoverfladen, og strækker sig over betydelige distancer, ofte i præcist lige linjer. Deres præcise brug er ukendt. Et forslag er, at disse riller eller kanaler skulle bruges til kærrer, trukket af trækdyr, så kærren og trækdyrene fulgte stien. Samfundet, der byggede disse strukturer, døde sidenhen ud eller forsvandt.

## Antikken

### Fønikerne og Karthago
Fønikere, sandsynligvis fra Tyrus, Libanon, begyndte at kolonisere øerne omkring begyndelsen af det 8. århundrede f.Kr. som en udpost, hvorfra de udvidede udforskningen og handel i Middelhavet. Fønikiske grave er fundet i Rabat og i en by af samme navn på Gozo, hvilket indikerer at de primære bycentre på daværende tidspunkt var byerne Mdina på Malta og Cittadella på Gozo. Den tidligere bosættelse i Mdina var kendt som Maleth, som betyder "sikker havn", og hele øen blev refereret til under dette navn.
De maltesiske øer fladt under Karthagos hegemoni omkring midten af det 6. århundrede f.Kr., som med de fleste andre fønikiske kolonier i det vestlige Middelhav. Malta var blevet en handelsstation, der forbandt det sydlige Italien og Sicilien med den historiske region Tripolitanien, i det sene 4. århundrede f.Kr. Dette resulterede i introduktionen af hellenske referencer i arkitekturen og pottevarer, hvilket indikerer at Malta blev helleniseret; det vides dog ikke, om Malta blev koloniseret som en et traditionelt græsk "apoikia", så nogle mener, at Malta aldrig var en græsk koloni. Hellenske arkitektoniske detaljer kan ses i det puniske tempel ved Tas-Silġ og et tårn i Żurrieq. Det græske sprog begyndte også at blive brugt i Malta; dette kan ses i de tosprogede fønikiske og græske inskriptioner fundet på Cippierne fra Malta. I det 18. århundrede dechifrerede den franske lærd Jean-Jacques Barthe det uddøde fønikiske alfabet med brug af inskriptionerne på disse cippi.
I 255 f.Kr. raserede romerne de maltesiske øer under den Første Puniske Krig, hvilket ødelagde meget af øen.

### Romersk herredømme
Ifølge den latinske historiker Titus Livius overgik de maltesiske øer til romerske hænder i starten af den Anden Puniske Krig i året 218 f.Kr. Som beskrevet af Livius, overgav den puniske kommandør på øen sig uden kamp til Titus Sempronius Longus, en af de to konsuler, der var på vej til Nordafrika. Øgruppen blev en del af den romerske provins Sicilia, men i det 1. århundrede e.Kr. havde øgruppen sit eget senat og folkesamling. På samme tidspunkt slog både Malta og Gozo særprægede mønter baseret på romerske vægtmål.
I den romerske periode blev den puniske by Maleth kendt som Melite, og den blev det administrative knudepunkt for de maltesiske øer. Byens størrelse voksede til dens største udbredelse, og optog et område på størrelse med nutidens Mdina og store dele af Rabat. Levn viser, at byen var omkranset af tykke mure og også forsvaret af en defensiv grav, der løb langs den samme line som gaden Triq Santa Rita. Levn indikerer, at et religiøst center med en række templer var bygget på den højeste del af forbjerget. Levn fra en imponerende bolig, kaldet Domvs Romana, er blevet udgravet og afslåret et velbevaret mosaikgulv i Pompejii-stil. Dette domus lader til at have været residens for en rig romersk aristokrat, og det menes at være bygget i det 1. århundrede f.Kr. og forladt i det 2. århundrede e.Kr.
Øerne blomstrede under den romerske regeringsperiode, og de blev med tiden anerkendt som et Municipium og et Foederata Civitas. Mange romerske antikviteter eksisterer stadig, hvilket understreger den tætte forbindelse mellem de maltesiske beboere og Sicilien. Gennem den romerske regeringsperiode blev latin Maltas officielle sprog, og den romerske religion blev introduceret på øerne. På trods af denne udbredelse menes det, at punisk-hellenistisk kultur og sprog overlevede indtil mindst det 1. århundrede e.Kr.
I år 60 e.Kr. skrives der i Apostlenes Gerninger, at Paulus blev skibbruden på en ø kaldet Melite, som mange bibelforskere og maltesere mener stemmer overens med Malta; det er en tradition, at skibbruddet fandt sted på Sankt Paulus-bugtens kyster.
Malta forblev en del af det Romerske Rige indtil det tidlige 6. århundrede e.Kr. Vandalerne og de senere ostrogotere har måske kortvarigt opholdt sig på øen i det 5. århundrede, men der er ingen arkæologiske beviser til at understøtte dette.
Oldtidens ægyptere og grækere har også opholdt sig på øen.

### Byzantinsk herredømme
I 533 e.Kr. har general Belisar muligvis landet på Malta på vej fra Sicilien til Nordafrika, og i år 535 blev øerne integreret i den byzantinske provins Sicilien. I den byzantinske regeringsperiode forblev de primære bosættelser i byen Melite på hovedøen Malta og citadellet på Gozo, mens Marsaxlokk, Marsaskala, Marsa og Xlendi menes at have fungeret som havne. Den relative store mængde af byzantinsk keramisk fundet på Malta antyder, at øen måske har haft en vigtig strategisk rolle inden for det Byzantinske Rige inden for riget fra det 6. til det 8. århundrede.
Fra det sene 7. århundrede og frem var Middelhavet presset af den tidlige islamiske ekspansion. På dette tidspunkt forstærkede byzantinerne sandsynligvis deres forsvar og befæstninger på Malta, som kan ses ved de forsvarsværker bygget omkring katedralen i Tas-Silġ omkring det 8. århundrede. Byzantinerne har måske også bygget de indadgående forsvarsværker i byen Melite, som reducerede dens oprindelige størrelse med en tredjedel.

## Middelalderen

### Arabisk periode
I året 870 opholdte muslimer fra Nordafrika sig på Malta. Ifølge Kitab al-Rawd al-Mitar, belejrede Aġlabiderne ledet af Halaf al-Hādim byen Melite, som var leder af guvernøren Amros (muligvis Ambrosius). Al-Hādim blev slået ihjel i kampene, og Sawāda Ibn Muḥammad blev sendt fra Sicilien for at fortsætte belejringen efter hans død. Belejringens længde er ukendt, men den varede muligvis i nogle uger eller måneder. Efter Melite faldt til de invaderende styrker, blev indbyggerne massakreret, byen blev ødelagt og dens kirker blev plyndret. Marmor fra Melites kirker blev brugt til slottet i Sousse. Ifølge Kitab al-Rawd al-Mitar, forblev Malta næsten ubeboet indtil år 1048 eller 1049 af et muslimsk samfund og deres slaver, som genopbyggede byen Melite som Medina, og gjorde det til "et finere sted end det var før". Arkæologiske levn vidner dog om, at Melite/Medina allerede var en blomstrende muslimsk bosættelse i begyndelsen af det 11. århundrede, så Kitab al-Rawd al-Mitar beretning er muligvis upålidelig. I 1053-54 belejrede byzantinerne Medina, men de blev slået tilbage af byens forsvar. Selvom deres herredømme var relativt kort, efterlod araberne et signifikant aftryk på Malta. Udover deres sprog (siciliansk-arabisk), blev også bomuld, appelsiner og citroner samt mange nye teknikker inden for overrisling introduceret. Nogle af disse teknikker, såsom noria (vandhjul), anvendes stadig, uændret, i dag. Mange stednavne på Malta dateres til denne periode.
Et langt historiografisk kontrovers lå over middelalderens muslimske Malta. Ifølge den "kristne kontinuitetsteori", anført af Giovanni Francesco Abela og stadig fremtrædende i populære fortællinger, befolkede den maltesiske befolkningen kontinuerligt øen fra den tidlige kristne periode til i dag, og et kristent samfund var vedvarende selv under det muslimske herredømme. Dette blev udfordret i 1970'erne af middelalderhistorikeren Godfrey Wettinger, der hævede, at der ikke er noget der indikerer en kontinuitet af kristendommen fra det sene 9. århundrede til det 11. århundrede på de maltesiske øer - malteserne må have integreret sig i det nye islamiske samfund. Den kristne kontinuitetsteori fik en genopblomstring i 2010 efter udgivelsen af Tristia ex Melitogaudo af Stanley Fiorini, Horatio Vella og Joseph Brincat, som udfordrede Wettingers fortolkning baseret på en linje i et byzantinsk digt (som senere viste sig at være fejloversat). Wettinger genbekræftede efterfølgende sin tese, baseret på kilder fra arabiske historikere og geografer Al Baqri, Al-Himyarī, Ibn Hauqal og Qazwini, som alle umiddelbart mente, at "øen Malta forblev en ruin uden indbyggere" - derfor kan man udelukke enhver form for kontinuitet malteserne før år 870 og efter. Dette stemmer også overens med Joseph Brincats opdagelser om, at der ikke er nogle andre under-dialekter udover arabisk i det maltesiske sprog. Dette er en meget sjælden hændelse, som kun kan forklares med en drastisk forandring mellem en periode og den følgende. I modsætning hertil kan man spore de få byzantinske ord i det maltesiske sprog til de 400 rhodesere, der ankom til øen med Johannitterordnens riddere i 1530.

### Kongeriget Siciliens herredømme
Malta kom tilbage til kristen herredømme med den normanniske erobring af Syditalien. Øen var, med Noto på Siciliens sydlige spids, de sidste arabiske højborge, der blev generobret af kristne fraktioner. I 1091 blev Malta invaderet af grev Roger 1. af Sicilien, og underlagde de muslimske herskere som sine vasaller. I 1127 etablerede hans søn, Roger 2. af Sicilien, endeligt normannisk styre i Malta, hvilket ledte vejen for udbredelsen af kristendom på øen.
Malta var en del af Kongeriget Sicilien i næsten 440 år. I denne periode blev Malta solgt og gensolgt til flere forskellige feudalherskere og baroner, og var domineret af herskere fra Schwaben, Anjou, Aragoniens Krone, Kastiliens Krone og det Spanske Imperium. Kronerne Aragonien og Kastilien slog sig sammen i 1479, og Malta blev derfor en del af det Spanske Imperium. Imens faldt selve administrationen i hænderne på den lokale adel, som samledes i en administrationsmodel kaldet Universitá.
Øerne forblev stort set muslimsk befolket længe efter slutningen på det arabiske herredømme. Den arabiske administration blev også fastholdt, og muslimer blev tilladt at praktisere deres religion frit indtil det 13. århundrede. Normannerne tillod en emir at forblive ved magten med den aftale, at han skulle betale en årlig skat i form af mulddyr, heste og ammunition. Muslimer fortsatte med at dominere demografisk og økonomisk i mindst 150 år efter den kristne erobring, som følge af den venligt stemte klima.
I 1122 oplevede Malta et muslimsk oprør, men Roger 2. af Sicilien generobrede øerne i 1127.
Selv i 1175 på baggrund af sin korte visit havde biskoppen af Strasbourg, Burchard, som udsendinge af den Tysk-Romerske Kejser Frederik 1. Barbarossa, den opfattelse, at Malta udelukkende eller overvejende var befolket af muslimer.
I 1192 udpegede Tancred 1. af Sicilien den første greve af Malta, Margaritos af Brindisi. Mellem 1194 og 1530 herskede kongeriget Sicilien over de maltesiske øer, og en proces med fuld romanisering blev påbegyndt i Malta. Normannernes erobring ledte til den gradvise romanisering og latinisering og den efterfølgende stærke etablering af den romersk-katolske tro på Malta, efter tidligere østortodokse kirke og islamisk tradition. Indtil 1224 forblev der dog et stærkt muslimsk segment i befolkningen.
I 1224 sendte den tysk-romerske Kejser Frederik 2. en ekspedition mod Malta for at etablere den kongelige kontrol og forebygge den muslimske befolknings muligheder for at støtte en muslimsk oprør i Kongeriget Sicilien.
Efter normannernes erobring af Malta, blev befolkningstallet på de maltesiske øer ved med at vokse, primært gennem immigration fra nord (Italien og Sicilien). I 1223 blev hele den mandlige befolkning i den italienske by Celano sendt i eksil på Malta, i 1240 udstationeres en normannisk og siciliansk garnison og tilflytningen af adelsfamilier fra Sicilien mellem 1372 og 1450 bidrog til, ifølge Capelli m.f. i 2005, at "den daværende mandlige befolkning på Malta stammede højest sandsynligt fra det sydlige Italien, herunder Sicilien og Calabrien".
Ifølge en rapport fra 1240 eller 1241 af Gililberto Abbate, som var kongelig guvernør til den tysk-romerske kejser Frederik 2. under den genoanske periode i Grevskabet Malta, havde øerne Malta og Gozo i det år 836 muslimske familier, 250 kristne familier og 33 jødiske familier.
Omkring år 1249 blev nogle af de maltesiske muslimer sendt til den italienske koloni Lucera, etableret til de sicilianske muslimer. For nogle historikere, herunder Godfrey Wettinger, som refererer fra Ibn Khaldun, markerer denne begivenhed enden på islam på Malta. Ifølge Wettinger, "er der ingen tvivl om, at i begyndelsen af angevinsk tid [kort tid efter 1249] var der ingen troende muslimsk malteser, hverken som fire personer eller tjenere." Det maltesiske sprog overlede dog, hvilket er en indikation på, at et stort antal kristne allerede talte maltesisk, eller at mange muslimer konverterede og blev på øen.
Malta blev overdraget som len til Karl 1. af Sicilien, bror til den franske kong Ludvig 9., i 1266, og forblev i hans ejerskab indtil 1283. Under Karl 1.'s regeringsperiode blev sameksistensen mellem forskellige trosretninger vanskeliggjort, da han havde en oprigtig intolerance overfor andre religioner end den romersk-katolske. På trods af dette forblev Maltas forbindelser med Afrika forblev stærke indtil begyndelsen af det aragonske og spanske herredømme i 1283, efter krigen ved den sicilianske vesper.
I september 1429 forsøgte Sultanatet Tunis at erobre Malta, men de blev slået tilbage af malteserne. De invaderende styrker plyndrede landområderne og tog ca. 3000 indbyggere som slaver.
Alle maltesiske muslimer på Malta blev tvunget til at konvertere til kristendommen i slutningen af det 15. århundrede. De måtte desuden finde på måder at sløre deres tidligere identitet ved at latinisere deres efternavne eller tage nye.

## Johanniterordenens Malta
Malta blev styret af Johanniterordenen som en vasalstat til Kongeriget Sicilien fra 1530 til 1798.

### Tidlige år
I det tidlige 16. århundrede startede det Osmanniske Rige med at sprede sig ud i regionen og nåede til Sydøst Europa. Den spansk/tyske konge, Karl 5., frygtede, at hvis Rom faldt til osmannerne, ville det betyde enden på det kristne Europa. I 1522 tvang Süleyman 1. Johanniterordenen ud af Rhodos. De tog tilbage til deres respektive kommandantskaber i Europa. Da Karl 5. ville beskytte Rom, overdrog han øen Malta til Johanniterordnen, som derefter også kendes som Malteserordnen.
I de næste 275 år gjorde "Ridderne fra Malta" øen til deres domæne og fastsatte det officielle sprog som italiensk. De byggede byer, paladser, kirker, haver og befæstninger og beskattede øen med en række kunstværker og styrkede den kulturelle arv.
Johanniterordenen blev oprindeligt grundlagt for at etablere udposter langs ruten til det Hellige Land, der skulle assistere pilgrimme, der bevægede sig i begge retninger. Da der skete mange konfrontationer, var en af ordenens primære opgaver at yde medicinsk assistance, og selv i dag er den ottetakkede kors brugt på ambulancer og førstehjælpsorganisationer. Til gengæld for de mange liv som blev reddet, fik ordenen mange nyligt erobrede territorier der skulle forsvares. Langs med behovet for beskyttelse af pilgrimme, gav det anledning til oprettelsen af en stærk militær vinge i ordenen. Over tid blev ordenen magtfuld og rig. Ordenens prioriteter ændrede sig fra primært at være hospitals- og beskyttelsesfolk til at være en militærorganisation. Siden mange af deres territorier var beliggende i middelhavsområdet, blev ordenen desuden dygtige søfolk.
Fra Malta genoptog ordenen sine angreb på osmanniske skibe, og inden længe beordrede Süleyman 1. et sidste, stort angreb på ordenen. På dette tidspunkt opholdt ordenen sig i byen Birgu på Malta, som havde gode havne til at huse dens flåde. Birgu var en af to store urbane områder på daværende tidspunkt, det andet var Mdina, Maltas gamle hovedstad. Forsvarsværkerne omkring Birgu blev forstærket og udvidet til det sted, hvor byen Senglea er i dag. Et lille fort blev bygget på spidsen af halvøen, hvor byen Valletta i dag er beliggende og blev døbt Fort Sank Elmo.

### Belejringen
Den 18. maj 1565 belejrede Süleyman 1. Malta. Da den osmanniske flåde ankom til øen, var ordensridderne så parate, som de kunne være. Først angreb osmannerne det nyopførte Fort Sankt Elmo, og efter en hel måneds kampe lå fortet i grus, og soldaterne blev ved med at kæmpe indtil de blev slået ihjel af de osmanniske styrker. Efter angrebet på Fort Sankt Elmo, gik belejrerne videre til at angribe byen Birgu og forsvarsværket ved Senglea, men uden held.
Efter den langvarige belejringen endte den 8. september samme år, som blev kendt i historien som Den Store Belejring af Malta, anerkendte osmannerne nederlag, da vinterstormene nærmede sig og truede med at holde osmannerne fanget på øen. Det Osmanniske Rige havde forventet en let vejr inden for uger, og de havde indsat 40.000 mænd mod Ordenens 9.000, mest maltesiske soldater og simple bevæbnede bønder. Det osmanniske tab af flere tusinde mænd var meget demoraliserende. Osmannerne gjorde ikke yderligere forsøg på at erobre Malta, og sultanen døde året efter.

### Efter belejringen
Året efter belejringen begyndte Ordenen på et nyt bymæssigt forsvarsværk som intet andet på halvøen Sciberras, som osmannerne havde brugt som base under belejringen. De navngav det Valletta efter stormesteren Jean Parisot de la Valette, der ledte ordenen gennem belejringen. Da osmannerne ikke forsøgte at erobre Malta igen, blev forsvarsværkerne derfor ikke sat på prøve, og de fremstår derfor som nogle af de bedst bevarede forsvarsværker fra denne periode.
I modsætning til andre herskere over øen, havde Johanniterordenen ikke et fast hjemland uden for øen. Malta blev deres hjem, så de investerede mere tungt i øen, end andre herskerede havde gjort. Derudover kom medlemmerne af Ordenen fra adelsfamilier, og de havde samlet anseelige formuer, på grund af deres tjenester langs pilgrimsruten til det Hellige Land. De arkitektoniske og kunstneriske levn fra denne periode er blandt de største i Maltas historie - især deres "kronjuvel", byen Valletta.
Imidlertid, da deres raison d'être havde stoppet med et eksistere, var Ordenens gyldne dage ovre. I de tre sidste årtier af det 18. århundrede oplevede Ordenen en gradvis nedgang. Dette var et resultat af en række faktorer, herunder konkursen, der skyldes overdådige ledelse af de sidste Stormestre, som drænede Ordenens finanser. På grund af dette blev Ordenen upopulær hos malteserne.
En revolte, kendt som Præsternes Revolte, opstod i 1775. Rebellerne lykkedes med at erobre Fort Sankt Elmo og Sankt Jakobs Kavalier, men revolten blev nedkæmpet og nogle af dens ledere blev henrettet, mens andre blev fængslet eller sendt i eksil.

## Fransk besættelse (1798-1800)
Over årene blev Johanniterordenens magt reduceret, og deres herredømme over Malta sluttede i 1798, da Napoleon Bonapartes ekspeditionsflåde stoppede ved øen på vej til Napoleons ægyptiske militærkampagne. Napoleon bedte om sikker havn til at forsyne sine skibe, og da malteserne nægtede at give franskmændene vand, sendte Napoleon en division ud for at besætte bakkerne omkring Valletta. Stormester Ferdinand von Hompesch zu Bolheim kapitulerede den 11. juni. Den efterfølgende dag blev en traktat underskrevet, hvor Ordenen overdrog suveræniteten over øen Malta til den Franske Republik. Til gengæld loveden den Franske Republik, at "bruge al sin kredit ved Kongressen i Rastatt for at sikre et fyrstedømme for Stormesteren, i lighed med den, som han eftergiver".
Under hans meget korte besøg (seks dage), formåede Napoleon at gennemføre flere reformer, herunder oprettelsen af en ny administration med en Regeringskommission, oprettelsen af 12 kommuner, oprettelsen af en offentlig finansadministration, afskaffelsen af alle feudale rettigheder og privilegier, afskaffelsen af slaveriet og gav frihed til alle tyrkiske slaver (i alt 2000 mennesker). På domstolsområdet blev der nedsat en familiekode og 12 dommere blev nomineret. 15 grundskoler blev grundlagt og universitetet blev erstattet af et "Ecole Centrale" med otte fakulteter, som havde primært videnskabelige emner for øje.
Napoleon sejlede derefter mod Ægypten, men han efterlod en substantiel garnison på Malta. Siden Ordenen var blevet upopulær i den lokale befolkning, så malteserne franskmændene med optimisme. Denne illusion varede ikke længe. Inden for måneder lukkede franskmændene klostre og kirker og beslaglagde kirkelige skatte, mest bemærkelsesværdigt Jean de la Valettes sværd, som til dato stadig er udstillet på Louvre i Paris. Den maltesiske befolkning gjorde oprør, og den franske garnison under general Claude-Henri Belgrande du Vaubois søgte tilflugt i Valletta. Efter flere fejlslagne forsøg fra de lokale på at erobre Valletta, blev briterne bedt om deres assistance. Admiral Lord Horatio Nelson besluttede sig på en total blokade af øen i 1799. Den franske garnison overgav sig i 1800.

## Malta i det Britiske Imperium (1800-1964)
Malta blev frivilligt en del af det Britiske Imperium som et protektorat i år 1800. Under vilkårene i Fredstraktaten i Amiens (1802), skulle briterne dog forlade øen, men de opfyldte ikke denne klausul - en af flere gensidige sager, hvor parterne ikke har overholdt vilkårene i fredstraktaten, hvilket til sidst ledte til dens kollaps og genoptagelsen af krigen mellem Frankrig og Storbritannien.
Selvom øen ikke til at starte med blev anset som særligt vigtige, blev dens fremragende havne en værdifyldt skat for briterne, især efter åbningen af Suez-kanalen i 1869. Øen blev en militær- og flådebase samt hovedkvarter for briternes Middelhavsflåde.
Hjemmestyre blev nægtet malteserne frem til 1921, omend en delvist valgt lovgivende forsamling blev oprettet så tidligt som 1849, og lokalbefolkningen levede i betydelig fattigdom. Dette skyldes, at øen var overbefolket og stort set afhængig af økonomiske ressourcer fra det britiske militær, som varierede alt efter krigenes behov. Gennem det 19. århundrede gennemførte den britiske administration flere liberale grundlovsreformer, som generelt mødte modstand af kirken og den maltesiske elite, som foretrak at beholde deres feudale privilegier. Politiske organisationer, som Partit Nazzjonalista, blev grundlagt eller havde som målsætning at beskytte det italienske sprog på Malta.
I 1813 fik Malta Bathurst-grundloven; i 1814 blev øen erklæret fri for pesten, mens Wienerkongressen (1815) genbekræftede britisk styre fra Freden i Paris (1814). I 1819 blev det lokale italiensk-talende Università opløst.
Bispedømmet Makta blev uafhængigt det Bispedømmet Palermo i 1831. I 1839 blev pressecensuren bortskaffet og opførelsen af Sankt Pauls Anglikanske Katedral påbegyndes.
Efter "Karnivaloptøjerne" i 1846 bliver et regeringsråd med valgte medlemmer oprettet i 1849 under britisk styre. I 1870 blev der afholdt en folkeafstemning om kirkelige ceremonier ved Regeringsrådet, og i 1881 blev der oprettet et "Executive Council" under britisk styre; i 1887 blev Regeringsrådet tildelt en såkaldt "dobbelt kontrol", stadig under britisk syre. Et tilbageslag kom i 1903, med en tilbagevenden til Regeringsrådets form á 1849 under britisk styre.
I de sidste 25 år af det 19. århundrede oplevede Malta teknologisk og økonomisk fremgang på linje med Belle Époque: grundlæggelsen af en Engelsk-Ægyptisk Bank (1882) og begyndelsen på Maltas Jernaben (1883); udstedelsen af de første reelle frimærker (1885), og i 1904 blev sporvogne indført på øen. I 1886 opdagede generalmajor David Bruce mikroben, der var skyld i Maltafeberen, og i 1905 opdagede Themistocles Zammit feberens kilde. I 1912 skrev Dun Karm Psaila sit første digt på maltesisk.
Mellem 1915 og 1918, under 1. Verdenskrig, blev Malta kendt som Middelhavets Sygeplejerske, på grund af den store mængde sårede soldater der blev indkvarteret på Malta.

### Malta i Mellemkrigstiden
I 1919 fjorde befolkningen oprør, i det der kendes som 7. juni-oprøret, over meget høje brødpriser. Dette ledte til større autonomi for de lokale maltesere i 1920'erne. Efter Filippo Sciberras havde samlet en Nationalforsamling, fik Malta selvstyre i 1921 under britisk flag. Malta fik et tokammersystem med et Senat (senere afskaffet i 1949) og en valgt lovgivende forsamling. Joseph Howard blev udnævnt som premierminister. I 1923 blev L-Innu Malti (dansk: Maltas Nationalsang) blev spillet for første gang offentligt, og samme år blev Francisco Buhagiar premierminister, efterfulgt af sir Ugo Pasquale Mifsud i 1924 og sir Gerald Strickland i 1927.
I 1930'erne oplevede Malta en periode med ustabilitet i relationerne mellem den maltesiske politiske elite, den maltesiske katolske kirke og de britiske ledere; forfatningen af 1921 blev suspenderet to gange. Først i 1930-1932, hvor de britiske ledere ikke mente, at der kunne afholdes et frit og fair valg efter et sammenstød mellem Partit Kostituzzjonali (engelsk: the Constitutional Party) og den katolske kirke, og kirkens gentagende udtalte holdninger om synd på partiets vælgere go deres allierede, og på den måde gør et frit og fair valg umuligt. Igen i 1933 blev forfatningen suspenderet over regeringernes budgetforlig for undervisning i italiensk i grundskoler, efter kun 3 måneder med nationalistisk administration. Malta gik derfor tilbage til status af Kronkoloni, som de havde haft i 1813.
Før briternes ankomst på Malta, havde det officielle sprog siden 1530 været italiensk, som også en håndfuld uddannet elite talte, men sproget blev undergravet af en større brug af engelsk. I 1934 blev maltesisk erklæret et officielt sprog, hvilket bragte antallet på på tre. To år senere, i en paragraf i grundloven af 1936, erklæredes det, at maltesisk og engelsk var de eneste officielle sprog, og derved ender det langstrakte "sprogspørgsmål", der havde domineret maltesisk politik i over halvt halvtreds år. I 1934 kunne kun omkring 15% tale italiensk flydende. Det betød, at ud af 58.000 mænd der kvalificerede sig til at blive dommere gennem alder, kunne kun 767 kunne kvalificeres af sproget, da kun italiensk blev brugt ved domstolene.

### Britisk Malta under 2. Verdenskrig
Før 2. Verdenskrig var Valletta beliggenheden for Royal Navy's Middelhavsflådes hovedkvarter. På trods af Winston Churchills indvendinger, blev hovedkvarteret flyttet til Alexandria i Ægypten i april 1937, da man frygtede at byen var for udsat for luftangreb fra Europa. Da Italien erklærede krig (10. juni 1940) , havde Malta en garnison på mindre end 4000 soldater og omkring fem ugers madreserver til befolkningen på omkring 300.000. Derudover bestod Maltas luftforsvar af omkring 42 antiluftskytsmateriel (32 "tunge" og otte "lette") og fire Gloster Gladiators, hvor tre piloter var tilgængelige.
Da Malta var en britisk koloni beliggende tæt på Sicilien og akstemagternes skibsruter, blev Malta bombarderet af italienske og tyske styrker. Malta blev benyttet af briterne til at søsætte angreb på den italienske flåde og havde en ubådsbase. Øen blev også benyttet som en lyttepost, der lyttede til tyske radiotransmitteringer herunder Enigma-trafik.
Det første luftangreb mod Malta foregik den 11. juni 1940; der var seks angreb den dag. Øens biplaner var ikke i stand til at forsvare øen, da flyvepladsen Luqa ikke var færdiggjort; flyvepladsen var dog færdig ved det syvende angreb. Italienerne fløj ved omkring 5.500 meters højde, så sænke sig til 3.000 meter (for at øge bombernes nøjagtighed). Mabel Strickland har sagt, at "italienerne besluttede, at de ikke brød sig om [Gloster Gladiators og AA-våben], så de smed bomberne tyve mil uden for Malta og fløj tilbage". Det er dog senere bevist, at de italienske bombestyrker rent faktisk var præcise og og ødelæggende for øen, og Mabel Stricklands ord ses i dag i konteksten som en stigende desperat propagandamanøvre fra briternes side oven på ustoppelige italienske angreb.
I slutningen af august 1940 blev de fire Gloster Gladiators forstærket med 12 Hawker Hurricanes, som var ankommet via HMS Argus. I de første fem måneders kamp, ødelagde eller skadede øens luftvåben omkring 37 italienske kampfly, men malteserne oplevede større tab end italienerne. Den italienske jagerpilot Francisco Cavalera observerede, at "Malta var et meget stort problem for os - meget godt forsvaret". På trods af det gode forsvar oplevede Malta store ødelæggelser til øens infrastruktur og den britiske flådes evne til at operere effektivt i Middelhavet.
330 personer blev dræbt og 297 blev hårdt såret fra krigens start til december 1941. I januar 1942 ankom det tyske X. Fliegerkorps på Sicilien, da Afrika Korps ankom i Libyen. Over de næste fire måneder blev 820 personer dræbt og 915 hårdt såret.
Den 15. april 1942 tildelte kong George 6. af Storbritannien den højeste civile udmærkelse, George Cross, til fæstningsøen Malta - dets folk og forsvarer. Franklin D. Roosevelt ankom den 8. december 1943 og gav en Navy Presidential Unit Citation, en militær udmærkelse, til Maltas befolkning på vegne af USA. Han præsenterede udmærkelsen den 8. december, men daterede den til 7. december af symbolske årsager. Citationen lød bl.a.: "Under gentagne beskydninger fra himlen, stod Malta alene og frygtløs i havets midte, en lille, brændende flamme i mørket - et håbets fyrtårn for de klarere dage, som er kommet" (engelsk: "Under repeated fire from the skies, Malta stood alone and unafraid in the centre of the sea, one tiny bright flame in the darkness – a beacon of hope for the clearer days which have come"). Den fulde tekst står nu på en plakette på Stormesterens Palads' mur på Republic Street i Valletta.
I 1942 blev der sendt en konvoj, med kodenavnet Operation Pedestal, til Malta, for at befri øen. Fem skibe, herunder tankeren SS Ohio, lykkedes at nå frem til øens Storhavn med nok forsyninger til, at Malta kunne overleve. Det følgende år besøgte Franklin D. Roosevelt og Winston Churchill øen, samt George 6.
Under 2. Verdenskrig var Ugo Mifsud og George Borg Olivier de eneste parlamentsmedlemmer for det nationalistiske parti på Malta. Ugo Mifsud besvimede, da han gav et meget passioneret forsvar mod Enrico Mizzi og 49 andre italiensk-maltesiske pro-italienske politiske aktivisters deportation til koncentrationslejre i Uganda. Han døde få dage senere.
I 1943 igangsatte de allierede styrker invasionen af Sicilien fra Malta. Invasionen var koordineret af Lascaris War Rooms i Valletta. Efter våbenstilstandsaftalen i Cassibile senere i 1943, overgav en stor del af den italienske flåde sig til briterne i Malta.
Maltakonferencen blev afholdt i 1945, hvor Churchill og Roosevelt mødtes forud for Jaltakonferencen med Josef Stalin.
Nationalforsamlingen i 1946 resulterede i en ny forfatning i 1947. Den genskabte Maltas selvstyre, med Paul Boffa som premierminister. Den 5. september 1947 fik kvinder stemmeret på Malta, og samme år blev Agatha Barbara valgt som det første kvindelige medlem af det Maltesiske Parlament.

### Fra hjemmestyre til selvstændighed
Efter 2. Verdenskrig opnåede øerne selvstyre, hvor Dominic Mintoff fra Partit Laburista (det maltesiske Labour Party, MLP) bestræbte sig enten på fuld integration i Storbritannien eller "selvbestemmelse" (selvstændighed), og George Borg Olivier fra Partit Nazzjonalista (det maltesiske Nationalistparti, PN) ønskede selvstændighed med den samme "dominion"-status, som Canada, Australien, og New Zealand havde.
Kroningsskandalen indtraf i 1953 (hvor ingen invitation blev sendt for at en maltesisk delegation kunne overvære kroningen af Elizabeth 2.), og forenede midlertidigt de maltesiske politikere. Efter MLP's sejr i parlamentsvalget 1955, blev der startet nogle rundbordssamtaler i London, der skulle diskutere Maltas fremtid, specielt Mintoffs forslag om integration. I samtalerne deltog nyligt valgt premierminister Mintoff, Borg Olivier og andre maltesiske politikere sammen med Koloniministeren Alan Lennox-Boyd. Den britiske regering indvilligede i at tilbyde øerne deres egen repræsentation i det britiske parlament, med tre sæder i Underhuset, og Home Office overtager de maltesiske affærer fra Koloniministeriet. Under forslaget ville det maltesiske parlament fastholde autoriteten over alle affærer udover forsvar, udenrigspolitik og skatteforhold. Malteserne skulle også have en social og økonomisk paritet med Storbritannien, for at sikre øens primære kilde til beskæftigelse fra det britiske Forsvarsministerium.
En folkeafstemning om integrationen blev afholdt den 11. og 12 . februar 1956, hvor 77,02 % af vælgerne stemte for forslaget, men på grund af et boykot fra Nationalistpartiet og den maltesiske kirke, stemte kun 59,1 % af vælgerne, og afstemningens resultater var derfor ikke afgørende.
Der blev også udtrykt bekymringer fra nogle britiske parlamentsmedlemmer, at maltesisk repræsentation af Malta på Westminster ville sætte en præcedens for andre kolonier og udkommet af fremtidige parlamentsvalg.
Derudover svandt Maltas strategiske vigtighed for Royal Navy, og den britiske regering var derfor tilbageholdende med at vedligeholde flådestationerne. Efter en beslutning i admiralskabet om at afskedige 40 værftsarbejdere, erklærede Mintoff at "repræsentanter af det maltesiske folk i Parlamentet erklærer, at de ikke længere vil være bundet af aftaler eller pligter med den britiske regering..." (det såkaldte 1958 Caravaggio Incident). Som modsvar sendte Koloniministeren en besked til Mintoff, at han havde sat hele integrationsplanen "over styr".
Under protest trådte Dominic Mintoff tilbage som premierminister sammen med alle MLP's ministre den 21. april 1958. Georgio Borg Olivier blev tilbudt at danne en alternativ regering af Guvernør Laycock, men han afslog. Det ledte til, at guvernøren erklærede undtagelsestilstand og derved suspenderede forfatningen, og Malta blev placeret under direkte kolonial styre fra London. MLP havde på det tidspunkt fuldstændigt forladt støtten til integration (da Mintoffs krav om finansielle garantier ikke blev accepteret), og de advokerede nu for fuld selvstændighed fra den Britiske Krone. I 1959 gjorde en midlertidig forfatning det muligt for at udøvende råd, der kunne administrere Malta, under britisk styre.
Mens Frankrig havde implementeret lignende politikker i landets kolonier, hvoraf nogle var blevet oversøiske departementer, var den status, som Malta blev tilbudt af Storbritannien, en unik undtagelse. Malta var den eneste britiske koloni, hvor integration i Storbritannien var seriøst overvejet, og efterfølgende britiske regeringer har udelukket integration for andre oversøiske territorier, såsom Gibraltar.
Siden 1959 havde Maltas britiske guvernør efterfulgt en plan om økonomisk udvikling på baggrund af turisme og skattekonkurrence, ved især at tilbyde meget lave skatterater på pensioner, royalty og udbytte for at tiltrække britiske bosættere (refereret til som 'sixpenny settlers') fra andre kolonier i Imperiet. Malta oplevede en stor tilstrømning af briter fra Rhodesia efter 1967.
I 1961 gav den såkaldte "Blood Commission" en ny forfatning, der gav en vis mængde selvstyre og anerkendte "staten" Malta. Giorgio Borg Olivier blev premierminister det følgende år.

## Selvstændige Malta (siden 1964)

### Nationalistiske regeringer (1964-1971)
Efter vedtagelsen af Malta Independence Act 1964 i det britiske parlament, og godkendelsen af den nye maltesiske forfatning med 54,5 % af vælgerne der stemte for, blev Staten Malta (maltesisk: Stat ta' Malta) grundlagt den 21. september 1964 som et konstitutionelt monarki, med Elizabeth 2. som dronning af Malta og statsoverhoved. Dagen bliver stadig fejret som Maltas Uafhængighedsdag (maltesisk: Jum l-Indipendenza), en national helligdag. Den 1. december 1964 blev Malta medlem af FN.
I de første to parlamentsvalg efter uafhængigheden, i 1962 og 1966, blev Nationalpartiet (maltesisk: Partit Nazzjonalista) det største parti og fik majoriteten af pladser i parlamentet. I disse formative år var det afgørende at skabe gode forbindelser med Italien for at sikre selvstændigheden og etablere forbindelser med det kontinentale Europa. Malta underskrev fire samarbejdsaftaler med Italien i 1967, hvor Aldo Moro besøgte øen. I 1965 blev Malta medlem af Europarådet, og i 1970 underskrev Malta en samarbejdsaftale med EØF.

### Labour-regeringer (1971-1987)
Ved valget i 1971 vandt Labour-partiet valget med Dom Mintoff med lidt over 4.000 stemmer. Labour-regeringen startede øjeblikkeligt med at genaftale før-uafhængighedsaftaler på det militære- og økonomiske område med Storbritannien. Regeringen påbegyndte også et nationaliseringsprogram og udvidelsen af den offentlige sektor og velfærdsstaten. Arbejdsretslige love blev opdateret med kønsligestilling i udbetaling af løn. Inden for civilretten blev borgerlige vielser indført og homoseksualitet og utroskab blev afkriminaliseret (1973); dødsstraf for mord blev afskaffet i 1971. Det følgende år indgik Malta en aftale om militærbaser med Storbritannien og andre NATO-lande, efter mediering med Italiens Aldo Moro.
Gennem en pakke af grundlovsændringer aftalt med den nationalistiske opposition, blev Malta en republik den 13. december 1974, med den sidste generalguvernør, sir Anthony Mamo, som den første præsident af Malta. Xirka Ġieħ ir-Repubblika-loven, udformet i 1975, afskaffede alle former for adelstitler på Malta, og befalede at de ikke skulle anerkendes.
Det maltesiske Labour-parti blev genvalgt i valget i 1976. Mellem 1976 og 1981 gik Malta gennem nogle hårde tider, og Labour-regeringen krævede, at malteserne spændte livremmen for at overkomme udfordringerne, som Malta stod overfor. Der var mangel på essentielle genstande; vand- og elektricitetforsyningerne var systematisk sat ude af drift i to eller tre dage om ugen. Politiske spændinger forøgedes, især på Black Monday den 15. oktober 1979, hvor, efter et snigmordsforsøg på premierministeren, avisen Times of Maltas ejendom blev brændt, og oppositionslederens hus blev angrebet.

#### Slutningen på britisk tilstedeværelse og ustabile forbinder med Libyen og Italien
Den 1. april 1979 forlod de sidste britiske styrker øen efter aftalen om stabilisering af Maltas økonomi udløb. Det er fejret som Freedom Day (maltesisk: Jum Il-Ħelsien) den 31. marts. Fejringerne starter med en ceremoni i Floriana nær Krigsmonumentet for 1. og 2. Verdenskrig.
Under Mintoffs premierministerskab begyndte Malta at etablere tætte kulturelle og økonomiske forbindelser med Muammar Gaddafis Libyen, såvel som diplomatiske og militære forbindelser med Nordkorea.
I løbet af Mintoffs regeringsperiode havde Libyen lånt flere millioner dollars til Malta for at kompensere for mistet lejeindtjening efter briternes lukning af militærbaser i Malta. Disse tættere forbindelser med Libyen betød en dramatisk ny (men kortlivet) udvikling i den maltesiske udenrigspolitik: vestlige medier rapporterede, at det lod til, at Malta vendte ryggen til NATO, Storbritannien og Europa generelt. Historiebøger blev udgivet, som begyndte at sprede en idé om afkobling mellem de italienske og katolske befolkninger, og promoverede i stedet teorien om tættere kulturelle og etniske forbindelser med Nordafrika. Denne nye udvikling blev bemærket af Boissevain i 1991: "Labour-regeringen brød med relationerne til NATO og søgte forbindelser med den arabiske verden. Efter 900 års forbindelser med Europa, begyndte Malta at kigge sydpå. Muslimer, stadig husket i folkefortællinger for vilde piratangreb, blev redefineret som blodsbrødre".
Malta og Libyen indgik en venskabs- og samarbejdsaftale, som respons på Gaddafis gentagende tilnærmelser for et tættere, mere formelt samarbejde mellem de to lande; og, i en kort periode, var arabisk em valgfag i de maltesiske folkeskoler. I 1984 blev Mariam Al-Batool-moskéen officielt åbnet af Muammar Gaddafi i Malta, to år efter bygningens færdiggørelse.
I 1980 stoppede en olieplatform fra det italienske firma Saipem, bestilt af Texaco for at bore efter olie på den maltesiske regerings vegne, 68 sømil syd-øst for Malta, med at operere efter at være turet af en libysk kampskib. Både Malta og Libyen krævede de økonomiske rettigheder for området, og dette rejste spændinger. Sagen blev send til den Internationale Domstol i 1982, men domstolens afgørelse i 1985 handlede kun om lille del af det område, som parterne stred om.
I 1980 underskrev Malta en neutralitetsaftale med Italien, hvor Malta aftale ikke at indgå i nogen alliance, og Italien garanterede Maltas neutralitet. Maltas relationer med Italien er blevet beskrevet som "generelt fremragende".

#### Forfatningskrisen i 1980'erne
Ved parlamentsvalget i 1981 fik Nationalpartiet absolut flertal af stemmerne, men Labour-partiet vandt flertallet af de parlamentariske pladser under single transferable vote-systemet, og Mintoff forblev premierminister, hvilket ledte til en politisk krise. Nationalisterne, nu ledt af Edward Fenech Adami, nægtede at acceptere valgresultatet og nægtede også at tage pladserne i parlamentet de første år efter valget under parolen om, at parlamentet skulle reflektere befolkningens demokratiske vilje. På trods af dette forblev Labour-regeringen ved magten i den fulde femårige valgperiode. Mintoff trådte af som premierminister og partileder, og han udpegede Karmenu Mifsud Bonnici som sin efterfølger i 1984.
Mifsud Bonnicis regeringsperiode var karakteriseret af politiske spændinger og vold. Efter en fem år lang debat, nåede Fenech Adami, gennem en intervention af Dom Mintoff, en aftale med Karmenu Mifsud Bonnico om at forbedre forfatningen. Forfatningsændringer blev afstemt og de trådte i kraft i januar 1987 og garanterede, at partiet med en absolut majoritet af vælgere ville få tildelt en majoritet af parlamentets sæder for at kunne regere. Det ledte vejen til Nationalistpartiets regeringsperiode senere samme år.

### Optagelsesprocessen til EU (1987-2004)
Parlamentsvalget, der fulgte forfatningsændringerne, i 1987 gav Nationalistpartiet en majoritet af stemmerne. Den nye nationalistiske administration under Edward Fenech Adami ville forbedre Maltas forbindelser med Vesteuropa og USA. Nationalistpartiet advokerede for Maltas medlemskab i EU og præsenterede en ansøgning den 16. juli 1990. Det blev et splittende emne, hvor Labour var imod medlemskabet.
Et bredviftet program med liberaliseringer og offentlige investeringer betød, at Nationalistpartiet vandt valget med en større majoritet i 1992. I 1993 blev lokale råd genetableret på Malta.
Parlamentsvalg blev afholdt i Malta den 26. oktober 1996; selvom Malta fik flest stemmer, vandt Nationalpartiet flest sæder i den lovgivende forsamling. Forfatningsændringerne i 1987 trådte i kraft for anden gang, og Labour-partiet fik tildelt yderligere 4 pladser for at sikre, at de havde en majoritet af pladserne i parlamentet. Maltas EU-ansøgning blev efterfølgende sat i bero. En splittelse i Labour-partiet mellem premierministeren Sant og den tidligere premierminister Mintoff resulterede i, at regeringen mistede sin majoritet. Da parterne ikke accepterede præsidentens forsøg på at aftale en løsning, havde præsidenten ingen andre muligheder end at acceptere premierminister Sant og hans regerings afgang og udskrev et tidligt valg.
Da den nationalistiske regering returnerede til regeringskontorerne efter valget i 1998, som de vandt med 13.000 stemmer, genaktiverede partiet EU-medlemsansøgningen. Malta blev formelt accepteret som et kandidatland på Helsinkis Europæiske Forsamling i december 1999. I 2000 blev dødsstraf afskaffet fra Maltas forsvarslovgivning.
Forhandlinger om Maltas medlemskab i EU blev færdigjort sent i 2002, og en folkeafstemning om EU-medlemskab blev afholdt i 2003 hvor 90,86% af vælgerne afgav en gyldig stemme, hvoraf 53,65% af vælgerne stemte ja. Labour erklærede, at partiet ikke ville bindes af resultatet, hvis de kom til magten igen ved valget senere samme år. Under disse omstændigheder blev der afholdt et parlamentsvalg, og Nationalistpartiet vandt endnu et mandat og valgte Lawrence Gonzi som ny premierminister. Medlemsskabsaftalen blev underskrevet og ratificeret, og Malta blev medlem af EU den 1. maj 2004. En konsensus om medlemskabet blev nået i Malta, da Labour-partiet sagde, at de ville respektere resultatet. Joseph Borg blev valgt som Maltas første europæiske kommissær i den første Barroso-kommission.

### Malta i den Europæiske Union (2004-nu)
Maltas medlemskab i EU i 2004 havde vigtige implikationer på statens udenrigspolitik. Mest bemærkelsesværdigt blev det krævet af Malta, at landet trak sig fra de alliancefrie landes bevægelse, som staten havde været et aktivt medlem af siden 1971.
Som en del af EU-medlemskabet, kom Malta også med i Eurozonen den 1. januar 2008; ved valget i 2008 blev Gonzi genvalgt som Premierminister, og i 2009 blev George Abela præsident af Malta.
Den 28. maj 2011 stemte malteserne ja til at tillade skilsmisse. På det tidspunkt var Malta det eneste af tre lande i verden, sammen med Filippinerne og Vatikanstaten, hvor skilsmisse ikke var tilladt. Som konsekvens af folkeafstemningens resultat blev der vedtaget en ny lov, der lovliggjorde skilsmisse under særlige forhold, samme år.
Efter en korruptionsskandale måtte John Dalli trække sig, og blev erstattet af Tonio Borg som maltesisk EU-kommissær i 2012. Et parlamentsvalgt blev afholdt i marts 2013, efter at Gonzi-regeringen mistede sit parlamentariske flertal. Joseph Muscat blev valgt som ny premierminister.
Den 16. oktober 2017 blev den maltesiske journalist og anti-korruptionsaktivist Daphne Caruana Galizia snigmyrdet af en bilbombe nær hendes hjem i Bidnija. Mordet på hende skabte en storm af kritik af Labour-regeringen og retssystemet i Malta. Efter beviser af implikationer mellem Joseph Muscats indercirkel og anholdelsen af Yorgen Fenech, tvang en række protester på øerne og international kritik Malta ind i en politisk krise i 2019-2020. Dette resulterede i premierminister Joseph Muscat, minister Konrad Mizzi og premierministerens stabschef, Keith Schembri, trak sig fra deres poster. En intern afstemning i det maltesiske Labour-parti valgte Robert Abela som partileder og premierminister af Malta.